# Take Me Away (One Dimensional Man)
Take Me Away è il quarto album del gruppo veneto One Dimensional Man, pubblicato il 21 giugno 2004.

## Tracce
1. Fool World – 2:32
2. Tell Me Marie – 3:45
3. Only Mistakes – 2:50
4. Whatever You Want – 2:55
5. Mad at Me – 4:59
6. Three Little Women – 3:27
7. Five Square Yards – 3:47
8. The 4th Floor – 4:40
9. A Just Boy – 3:20
10. Take Me Away – 4:25
11. Big Deal – 3:20

## Formazione
- Pierpaolo Capovilla - voce, basso
- Carlo Veneziano - chitarra
- Dario Perissutti - batteria

Altri musicisti
- Giulio Ragno Favero - chitarra in Fool World, Tell me Marie, Big Deal, basso in Mad at Me

## Il disco
- Il disco è stato registrato e mixato da Giulio Favero e masterizzato da Giovanni Versari al Nautilus Mastering di Milano.
- Dal brano Tell Me Marie ne è uscito un video clip (regia: Mauro Lovisetto/luogo: Padova), vincitore del premio di miglior video clip indipendente dell'anno.